# Liste der Bodendenkmale in Lohmen (Sachsen)
In der Liste der Bodendenkmale in Lohmen sind die Bodendenkmale der Gemeinde Lohmen und ihrer Ortsteile nach dem Stand der Auflistung von Harald Quietzsch und Heinz Jacob aus dem Jahr 1982 aufgelistet. Eventuelle Änderungen und Ergänzungen, insbesondere aus der Zeit nach der Wende, sind nicht berücksichtigt, da für Sachsen aktuell keine neueren allgemein zugänglichen Bodendenkmallisten vorliegen. Die Baudenkmale sind in der Liste der Kulturdenkmale in Lohmen (Sachsen) aufgeführt.
| Denkmal-ID | Fundart            | Ortsteil  | Bezeichnung                | Zeitstellung              | Lage | Bemerkungen                                                                           | Bild |
| ---------- | ------------------ | --------- | -------------------------- | ------------------------- | --- | ------------------------------------------------------------------------------------- | ---- |
| ?          | Befestigung > Burg | Daube     | Wehranlage „Schlosskeller“ | Mittelalter               | nördlicher Ortsrand, Felssporn über dem Wesenitztal                                                                      | kleinräumige Spornbefestigung mit Abschnittsgraben                                    |      |
| ?          | besonderer Stein   | Doberzeit | Steinkreuz                 | Spätmittelalter           | südwestlich des Orts, südlich der Straße, westlich am Feldweg                                                            | Schutz seit 20. Dezember 1971                                                         |      |
| ?          | besonderer Stein   | Lohmen    | Steinkreuz                 | Spätmittelalter           | ostsüdöstlich des Orts im Basteiwald, östlich des Parkplatzes an der Basteistraße                                        | Kreuze und Wolfsangel eingeritzt, Schutz seit 20. Dezember 1971                       |      |
| ?          | besonderer Stein   | Lohmen    | Steinkreuz                 | Spätmittelalter           | nordwestlich des Orts im Lohmener Wald, westlich der Straße von Mühlsdorf nach Porschendorf                              | Kreuzeinzeichnung, Schutz seit 20. Dezember 1971                                      |      |
| ?          | besonderer Stein   | Lohmen    | Steinkreuz                 | Spätmittelalter           | nordwestlich des Orts im Lohmener Wald, östlich der Straße von Mühlsdorf nach Porschendorf                               | Arme verstümmelt, Schutz seit 20. Dezember 1971                                       |      |
| ?          | besonderer Stein   | Lohmen    | Steinkreuz                 | Neuzeit (18. Jahrhundert) | westlicher Ortsteil, auf der Brücke über die Wesenitz                                                                    | Brückenkreuz auf beschriftetem Sockel, Schutz seit 1. Dezember 1971                   |      |
| ?          | Befestigung > Burg | Lohmen    | Wehranlage „Neurathen“     | Mittelalter               | ostsüdöstlich des Orts, ostsüdöstlich der Bastei und der Basteibrücke                                                    | Felsenburg                                                                            |      |
| ?          | Befestigung > Burg | Lohmen    | Wehranlage                 | Mittelalter               | westlicher Ortsteil, nordnordwestlich der Kirche, Bergsporn südlich über der Wesenitz, Bereich von Schloss und Kammergut | Spornbefestigung mit Grabenrest, durch Schloss und Gutskomplex überbaut und verändert |      |